# 取鍋

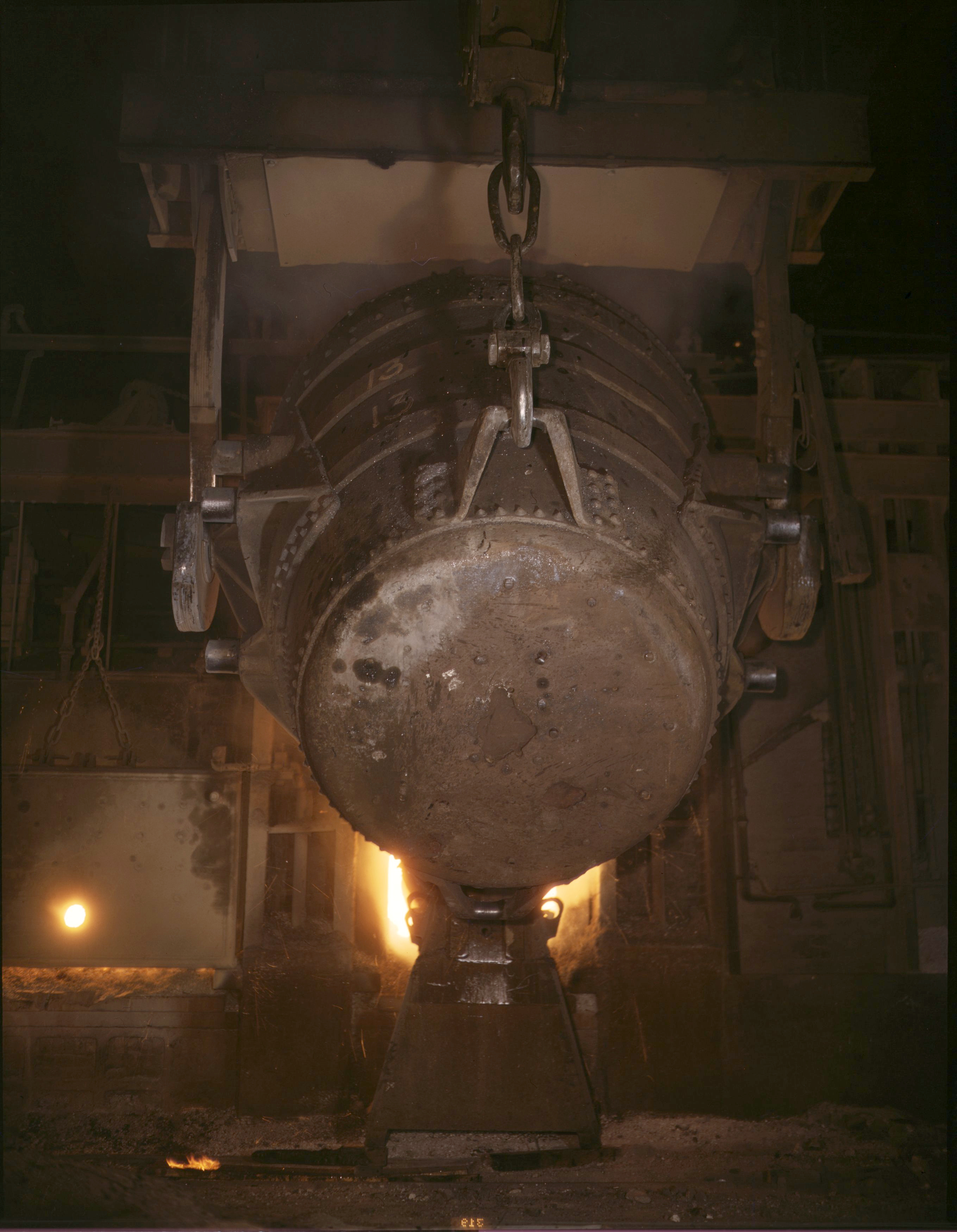
鋼鉄に転換するため、取鍋の溶融鉄が平炉に注湯される様子。アレゲニー・ルドラム・スチール社(1941年）

取鍋（とりべ、英: ladle）とは、鋳造の際に溶融した金属である溶湯を運んだり注湯するのに使われる容器。
鋳造所で使用されることが多く、サイズは小型だと手で持てる台所のおたまに似た柄付きの容器で20kgほどを運び、大型だと製鉄所の取鍋で最大300トンを持ち上げる。多くの非鉄鋳造所は、溶融金属の輸送と注湯にセラミック製の坩堝を使用しており、これらも取鍋と呼ばれることがある。

## 種類
取鍋は、その実用性目的から基本的な用語が規定されている。例えば以下の3種に大別できる。
鋳造用取鍋鋳造を製作するため、溶湯を型に注ぐのに使われる取鍋。
搬送用取鍋ある工程から別の工程へと大量の溶湯を搬送するのに使われる取鍋。典型的には、一次溶融炉から保持炉または自動注湯ユニットへと溶湯を運ぶのに搬送用取鍋が使用される。
処理用取鍋溶融金属の特性を幾つか変えるため取鍋内で実施する工程で使用される取鍋。典型的な例は、取鍋に様々な要素を加えることによって鋳鉄を延性鉄に変換する。
これら取鍋の基本設計では、その特定実務にとって取鍋の用途を向上させる様々な改変が加えられることがある。なお、共通する必要な機能として、1)金属を保持できうる強度、2)溶湯を入れても大丈夫な耐熱性、3)溶湯から熱が逃げて周囲が高温になりすぎない断熱性、などが挙げられる。
融点の非常に低い合金で使う場合でもない限り、取鍋には耐火性のライニングが施される。それは取鍋を使って高融点の金属を搬送する時に鋼鉄容器が損傷するのを防ぐためのもので、仮に溶湯が取鍋の（ライニング未処理な）ひしゃく部と直接触れた場合は溶湯が急激にひしゃくを溶かして貫通してしまう。 耐火性ライニングの素材は様々で、何を選ぶのが正しいかは各鋳造所の実践作業に大きく依存する。伝統的に取鍋は鋳造前に耐火レンガを使って内張りされていたが、多くの国で耐火コンクリートがこれに代わりつつある。
鋳造所の取鍋は通常、物理的な大きさよりもその作業容量によって評価される。手持ち式の取鍋（通称:ひしゃく）は、持つ人から金属の熱を遠ざけるための長い柄が付いている。その容量は、人が安全に取扱可能なものに限定されている。大きな取鍋は一般にギア駆動吊下げ取鍋 (geared crane ladles) と呼ばれる。その容量は一般的に取鍋の機能によって決定される。小さな手持ち式取鍋は、運搬装置を取り付けた坩堝でも構わない。しかし、大半の鋳造所にある鋳造用取鍋は、天井クレーンやモノレール等で容器を運搬できるようホイスト装置が取り付けられており、また通常はギアボックスで容器を回転させるメカニズム機構も付いた鋼鉄製容器である。ギアボックスは手動操作ないし動力で制御可能である。
非常に大量の溶湯を搬送するのに、製鉄所などでは、取鍋が車輪や専用の移動車両 (ladle transfer car) で走行することもある。他には天井クレーンから吊下げられて運ばれ、天井にある別のホイスト装置を使って傾けられる。
最も一般的な取鍋の形状は、円錐（の先端部を切り外した）形だが、他の形状も可能である。円錐のテーパーにしておくと、ひしゃく部に強度と剛性が追加される。テーパーをつけることは耐火性ライニングを外す時が来た時にも便利である。ただし、側面が真っ直ぐなひしゃく部も他の形状と同じく製造されている。
別の最も一般的な形状はドラム型取鍋と通称されるもので、ボギー台車2台の間に吊り下げられた円筒型である。大規模なものは多くの場合100トン超の容量があり、製鉄所で使用され、しばしば魚雷型取鍋 (torpedo ladles) と呼ばれる。魚雷型取鍋は一般的に高炉から製鉄所の別の箇所に溶湯を搬送するのに使われている。道路や鉄道で搬送できるよう特殊なボギー台車で運べるように適応されたものも一部ある。日本では大型トラックに積んでアルミ溶湯を公道で運ぶための取鍋も市販されている。

## 注湯の設計
取鍋は、傾動式・ダム式・lip-axis式・底注ぎ式の設計に注湯を大別できる。
- 傾動式 (lip pour) の設計では、取鍋が傾いて溶湯が水差しから出る水のように注湯される[6]。
- ダム式 (teapot spout) の設計では、ダムやティーポットのように取鍋の底部から溶湯を取り出して、側縁の注湯口を介してそれを注ぐ。溶湯内の不純物は金属の頂部で形成されるため、取鍋の底部から取り出すことにより不純物が鋳型に注がれない。底注ぎ式の背景にも同じ思想がある。
- lip-axis式の取鍋は、注湯口のより先端付近に容器の旋回点がある。そのため、取鍋が回転する時に実際の注湯位置が殆ど動かない。lip-axis式の注湯は、可能な限り工程を自動化する必要がある注湯システムで使われることが多く、作業員は離れた所で注湯操作を制御する。
- 底注ぎ式 (bottom pour) の場合、取鍋底部の注湯孔にストッパー棒が差し込まれている。注湯する際は、ストッパーが垂直に引き上げられて取鍋の底から金属が注湯される[7]。注湯を止める際はストッパー棒を孔に挿し戻す。製鉄産業にある大型の取鍋では、タップ孔の下部にスライド式ゲートを用いる場合もある。

取鍋は、上部が開いているものもあればカバーがついているものもある。カバーが付いているものでは、（取り外せるものもあるが）ドーム型のフタで輻射熱を保持できるようにしてあり、上部が開いているタイプよりも熱が逃げるのが遅くできる。小さな取鍋はカバーが無いことが多いが、セラミック布で代用することができる。
中型や大型の取鍋は、トラニオンと呼ばれる回転軸つきのクレーンに取り付けられる。取鍋を傾けるにはギアボックスが使用され、これは通常ウォームギヤである。ギア機構は大きなハンドルで手作業で操作したり、電気式や空気圧式のモーターで操作される。モーター操作の回転は、作業員が安全な距離を取ったうえで無線リモコン等を介して取鍋の回転制御を可能にしてくれる。また全体的な鋳造工程に有益かもしれない回転速度を保ってくれる。他にもモーター操作は作業員に要求される労力を削減し、作業員が疲れることなく長時間に及ぶ溶湯の大量搬送および注湯を可能にしている。取鍋に手動操作のギアボックスが設置されている場合、最も一般的に使われるのはウォームギヤの設計である。これは大半の実践状況で取鍋の傾斜速度を調節するのに内部摩擦ブレーキを必要としないセルフロックのためだと考えられる。他のギアシステムも使用可能だが、作業員がハンドルから手を離した場合に取鍋を保持できるブレーキシステムを追加で取り付ける必要がある。
lip-axis式取鍋はまた、取鍋を傾けるのに油圧ラムを使うこともできる。最大規模の取鍋にはギヤが無く、注湯するには特殊なウィンチクレーン2基を使う。主要ウィンチが取鍋を運び、第二ウインチは取鍋底部の取っ手と係合しており、第二ウインチを巻き上げることで取鍋が傾動する。
取鍋は、溶融金属に合金を添加するなど特定の用途向けに設計されていることも多い。また、取鍋の底部に多孔素材のプラグを挿入してある場合もあり、それで不活性ガスを取鍋越しに泡立たせて合金化などの金属処理を促進できるようになっている。